# Aleuropleurocelus nigrans
Aleuropleurocelus nigrans es un hemíptero de la familia Aleyrodidae, subfamilia Aleyrodinae.
Fue descrita científicamente por primera vez por Bemis en 1904.